# أركارد فارم (ميزوري)
أركارد فارم (بالإنجليزية: Orchard Farm)‏ هي إحدى المجتمعات الفردية (غير مصنفة) في ولاية ميزوري في الولايات المتحدة الأمريكية.